# Sergije Karanović
Archimandrit Sergije Karanović (* 4. Juli 1975 in Bačka Palanka in Nordserbien) ist ein serbisch-orthodoxer Bischof. 

## Leben
Sein bürgerlicher Vorname ist Zoran. Er besuchte bis 1990 die Schule und wechselte dann mit Segen des Bischofs der Batschka, Irinej Bulović, ins Priesterseminar, das im Kloster Krka in Kroatien untergebracht ist. Kurz vor dem Höhepunkt der Jugoslawienkriege 1995 maturierte er. Im selben Jahr wechselte er mit Erlaubnis und dem Segen seines Heimatbischofs die Diözese und ging nach Bosnien-Herzegowina in die Diözese von Bihać und Petrovac. Durch den Krieg war diese Diözese an vielen Orten nicht mehr intakt, die Bevölkerung vertrieben. Am 12. August 1995 empfing Zoran Karanović im Kloster Gominonica die Mönchsweihe und erhielt den Namen Sergije. Er legte das Gelübde des Gehorsams, der Ehelosigkeit und der Armut ab und ging in das Kloster Rmanj in Bosnien-Herzegowina, in der Nähe des Ortes Martin Brod.
Kurz vor Ende des Krieges in Bosnien-Herzegowina wurde die Mönchsgemeinschaft des Klosters Rmanj vertrieben. Sie flüchteten nach Serbien. Der Bischof der Diözese Banat, Hriszostom Stolić, nahm die Mönchsgemeinschaft auf und brachte sie im Kloster Vojlovica bei Pančevo, nördlich von Belgrad, unter. Dort wurde der Mönch Sergije am 31. Oktober 1995 zum Diakon geweiht. Im gleichen Jahr schrieb er sich als Student der Theologischen Fakultät in Belgrad ein. 1996 brach er die Studien mit Einverständnis seines Bischofs ab und ging nach Deutschland, um Deutsch zu lernen. 1997 und 1998 nahm er am Unterricht am Ostkirchlichen Institut in Regensburg teil. Nachdem sich die Lage in Bosnien-Herzegowina beruhigt hatte, konnte er wieder in sein Heimatkloster Rmanj bei Martin Brod zurückkehren. Die Rückkehr der Mönche war für den serbischen Teil der Bevölkerung wichtig und wurde aufmerksam verfolgt. Als neue Aufgabe übernahm er in Rmanj die Aufgabe des Cellerars.
Am 5. April 1998 wurde er im Ort Šipovo zum Priester geweiht und betreute drei Pfarreien. Bis zum Jahr 2002 unterrichtete er auch im Fach Religion.
Im Jahr 2000 wurde er zum Bischöflichen Stellvertreter in der Diözese von Bihać und Petrovac ernannt, und zwar für den Bereich, der zur muslimisch-kroatischen Föderation in Bosnien-Herzegowina gehört. Diese Aufgabe war eine Herausforderung, da Misstrauen die zwischenmenschlichen Beziehungen unter den Volksgruppen und Religionen zerstört hatte. In dieser Zeit des Wiederaufbaus übernahm er auch Dekansaufgaben und stand drei Dekanaten vor. Er baute das geistliche Leben der Gemeinden wieder auf, organisierte Gottesdienste, richtete Kirchenvorstände erneut ein und ermutigte die Menschen, in ihre angestammte Heimat zurückzukehren. Wegen der Erneuerung des geistlichen Lebens in der Gemeinde Drvar wurde er am Himmelfahrtstag 2002 zum Sindjel, ein Ehrentitel für Mönche, ernannt. Zwei Jahre später wurde er mit dem Titel Protosindjel ausgezeichnet.
Im Jahr 2005 ging er zum Studium an die Aristoteles-Universität Thessaloniki, um Orthodoxe Theologie zu studieren. 2010 machte er seinen Abschluss. Da er in seinem Heimatkloster den Wiederaufbau maßgeblich förderte und den Mönchstrakt wiederaufbaute, wurde er 2008 zum Abt ernannt, am 7. April 2014 zum Archimandriten. Auf der Frühjahrsvollversammlung der Serbischen Orthodoxen Bischöfe wurde er am 23. Mai 2014 in Belgrad zum Bischof für die Diözese von Mitteleuropa gewählt.
Im Mai 2016 wurde Sergije Karanović nach Protesten von Laien und Priestern aus der Diözese abberufen und zum Bischof von Bihać-Petrovac ernannt. Ihm wurden u. a. finanzielle Unregelmäßigkeiten vorgeworfen.